# حدث الكارني المطير
حدث الكارني المطير (بالإنجليزية: Carnian pluvial event)‏ (CPE)، فترة من التغيير الكبير في المناخ العالمي والتي تزامنت مع تغييرات كبيرة في الكائنات الحية على الأرض سواء في البحر أو على الأرض. حدثت خلال الجزء الأخير من المرحلة الكارنية، وهي قسم فرعي من العصر الثلاثي المتأخر، واستمرت ربما لمدة 1-2 مليون سنة (حوالي 234-232 مليون سنة مضت).